# Ariamnes waikula
Ariamnes waikula es una especie de arácnido del orden de la arañas (Araneae) y de la familia Theridiidae. Originaria de la isla de Hawái en Hawái.

## Etimología
Su nombre viene de la palabra hawaiana waikula (dorado) y hace referencia al color de su abdomen.

## Hábitat
A. waikula se encuentra en bosques montanos húmedos en la isla de Hawái. La especie parece ser de vida libre.